# Tori Kelly
Tori Kelly (* 14. prosince 1992 Wildomar, Kalifornie) je americká zpěvačka, skladatelka, herečka a hudební producentka. Je také dvojnásobnou držitelkou ceny Grammy.
Kelly poprvé získala pozornost po zveřejnění videí na YouTube jako teenagerka a v deváté sezóně „American Idol“ v roce 2010 se umístila jako semifinalistka. Poté v roce 2012 samostatně vydala své debutové EP s názvem Handmade Songs by Tori Kelly. V roce 2013 poté, co se Scooter Braun stal jejím manažerem, Kelly podepsala smlouvu s Capitol Records. Její druhé EP Foreword vyšlo v roce 2013. Její debutové studiové album Unbreakable Smile vyšlo v roce 2015 a umístilo se na druhém místě v žebříčku Billboard 200. Kelly byla nominována na nejlepšího nového umělce („Best New Artist“) na 58. udělením cen Grammy v roce 2016. Její druhé studiové album Hiding Place vyšlo v roce 2018 a získala za něj v roce 2019 cenu Grammy za nejlepší gospelové album („Best Gospel Album“) a dále ve stejném roce vyhrála v kategorii „Best Gospel Performance/Song“ s písní Never Alone. V roce 2019 vydala své třetí studiové album Inspired By True Events. V srpnu 2020 vyšlo EP Solitude.

## Mládí a osobní život
Její otec, Allwyn, je jamajského a portorického původu, zatímco její matka Laura je irského a německého původu. Má mladšího bratra jménem Noah, který se narodil 29. srpna 1996. Když vyrůstala, byla rodiči hudebně vychovávana. Její otec zpíval a hrával na basu a její matka ovládala hraní na klávesy a saxofon. V dětství poslouchala hudbu jako je pop a R&B a často poslouchala umělce, jako jsou například Jeff Buckley, Lauryn Hill nebo Jill Scott. Kelly je křesťanka. 20. května 2018 si vzala za muže německého basketbalistu Andrého Murilloho, se kterým v září 2017 oznámila zasnoubení.

## Hudební kariéra

### Začátky kariéry
Kelly se objevila v pořadu Star Search, ale nakonec vyhrála zpěvačka Tiffany Evans a získala titul juniorského šampiona. V roce 2004 se zúčastnila pořadu America's Most Talented Kids, zazpívala v něm skladbu Keep on Singin' My Song od Christiny Aguilery. Zvítězila a porazila hudebníka Huntera Hayese. Druhýkrát ale prohrála s Antonioem Pontarellim, který je rockovým hudebníkem. V dvanácti letech Kelly podepsala nahrávací smlouvu s Geffen Records, ale obě strany se dohodly na ukončení smlouvy kvůli tvůrčím rozdílům. V roce 2007 začala Kelly zveřejňovat videa na YouTube ve věku 14 let. Prvním videem, které nahrála, byl cover skladby Go Tell It on the Mountain od Johna Wesleye Work Jr.. Navzdory tomu, že nedosáhla top 24 v soutěži American Idol, vydala se novým směr ve své hudbě, naučila se hrát na kytaru, skládala originální skladby a sama je nahrávala na svůj počítač. Tori začala zveřejňovat své vystoupení na YouTube a rychle dosáhla hranici 1 000 000 odběratelů.

### 2012–2014: EPHandmade Songs by Tori KellyaForeword
1. května 2012 vydala své první EP s názvem Handmade Songs by Tori Kelly, které vyšlo skrz jejího vlastního labelu Toraay Records. Kelly sama napsala, udělala, zkonstruovala a nahrála EP ve své ložnici. Krátce po svém vydání se EP dostalo do seznamu 10 nejlepších popových alb na iTunes. V únoru 2013 vydala singl s názvem Fill a Heart, který napsala pro kampaň „Child Hunger Ends Here“. Začala se objevovat v časopisech, jako je Teen Vogue, Elle a Glamour. V polovině roku 2013 se stal jejím manažerem Scooter Braun a 6. září 2013 podepsala smlouvu s Capitol Records. Druhé EP Foreword vyšlo 22. října 2013. Tori se stala předskokankou pro Eda Sheerana 1. listopadu 2013 a také pro Sama Smitha v říjnu 2014.

### 2015–2017:Unbreakable Smilea další projekty

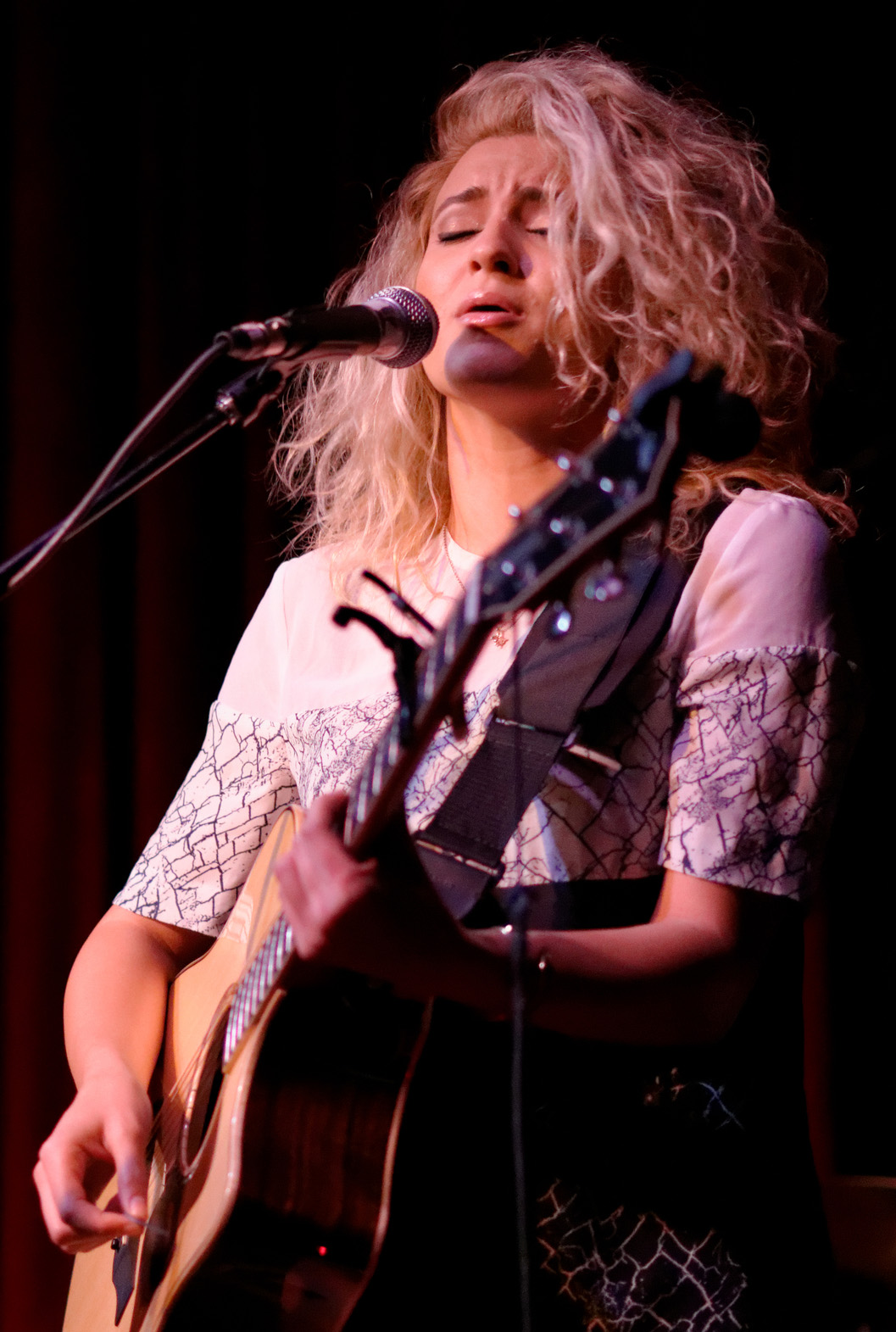
Tori vystupující v roce 2015

V průběhu roku 2014 začala pracovat na jejím debutovém albu. Hlavní singl z alba Nobody Love byl vydán 8. února 2015. Kelly předvedla
píseň na udílení cen Billboard Music Award v roce 2015. Album s názvem Unbreakable Smile bylo vydáno 23. června 2015. Album získalo pozitivní hodnocení kritiků a objevil se na něm například Ed Sheeran. Na konci roku 2015 získala nominaci na cenu Grammy za nejlepšího nového umělce („Best New Artist“). Na předávání cen Grammy vystoupila s anglickým zpěvákem Jamesem Bayem. Stala se první umělkyní v historii, která na předávání cen Grammy vystoupila s křesťanskou popovou píseň. Cenu nejlepšího nového umělce nakonec získala Meghan Trainor. Kelly dabovala v animovaném filmu Sing („Zpívej“), který vyšel v roce 2016.

### 2018 – současnost:Hiding Place,Inspired by True EventsaSolitude
30. března 2018 vydala singl Help Us to Love jako hlavní singl k jejímu druhému studiovému albu. 23. srpna na svém Instagramu prozradila, že její album Hiding Place vyjde 14. září. Druhý singl z alba Never Alone vyšel 24. srpna. 7. září Kelly ohlásila turné na podporu alba. Za album získala v roce 2019 cenu Grammy za nejlepší gospelové album („Best Gospel Album“) a dále ve stejném roce vyhrála v kategorii „Best Gospel Performance/Song“ s písní Never Alone. Album získalo příznivé hodnocení kritiků i přesto, že album obsahuje celkem jenom 8 písní.
18. ledna 2019 Kelly oznámila, že od února vyrazí na turné The Acoustic Sessions. Vstupenky se začaly prodávat 25. ledna spolu s vydáním jejího nového singlu Change Your Mind pro její třetí studiové album. 26. června 2019 oznámila, že třetí studiové album Inspired by True Events vyjde 9. srpna 2019 a že singl Sorry Would Go a Long Way z alba vyjde 28. června. Album obsahuje v standardní edici celkem 16 skladeb a v rozšířené edici o dvě skladby více.
Dne 22. července 2020 vydala píseň Time Flies jako první singl ze svého EP Solitude, které vyšlo 14. srpna. Album obsahuje 5 písní, které napsala, zatímco byla v karanténě během pandemie koronaviru.

## Diskografie

### Studiová alba
- Unbreakable Smile (2015)
- Hiding Place (2018)
- Inspired By True Events (2019)

### EP
- Handmade Songs by Tori Kelly (2012)
- Foreword (2013)
- Solitude (2020)